# Akademija Pandev Brera
O Fudbalska Akademija Pandev (em macedônio: Фудбалска Академија Пандев), comumente chamado de Akademija Pandev (em macedônio: Академија Пандев), é um clube de futebol macedônio com sede em Strumica. A equipe principal compete na Primeira Divisão do Campeonato Macedônio de Futebol.

## História
O clube foi fundado em 2010, pela estrela do futebol macedônio Goran Pandev. A partir de  2014, a equipe principal do Akademija Pandev passou a competir nas ligas principais da Macedônia. Em 2017, a equipe principal foi promovida à Primeira Liga da Macedônia pela primeira vez na sua história.
Em fevereiro de 2018, a equipe passou a mandar seus jogos em casa no Stadion Kukuš, devido a desentendimentos contratuais do aluguel com o FK Belasica.

## Títulos
Segunda Liga Macedônia:
- Campeão (1): 2016–17